# Marianne Riethmüller
Marianne Riethmüller (* 16. Juli 1961 in Euskirchen) ist eine deutsche Historikerin und Bibliothekarin. Von 2009 bis 2023 war sie Leiterin der Hochschul- und Landesbibliothek Fulda.

## Leben und Wirken
Marianne Riethmüller studierte Geschichte, Biologie, Pädagogik und Soziologie. Nach dem Staatsexamen für den höheren Schuldienst 1987 promovierte sie 1992 an der Universität Düsseldorf. Nach einer kurzen Tätigkeit als wissenschaftliche Angestellte an der Universität Düsseldorf (1988) und der Universitätsbibliothek Düsseldorf (1989 bis 2000) arbeitete sie von 2000 bis 2009 als wissenschaftliche Angestellte (seit 2006 Bibliotheksoberrätin) an der Hochschul- und Landesbibliothek Fulda. Im Jahre 2009 übernahm sie die Leitung dieser Hochschulbibliothek mit besonderem regionalen Schwerpunkt (2001 wurde die bisherige Hessische Landesbibliothek Fulda mit der dortigen Fachhochschulbibliothek zusammengeführt, die Stadtbibliothek Fulda wurde 2011 mit einbezogen). Während der Amtszeit von Marianne Riethmüller wurde 2013 ein Bibliotheksneubau bezogen.
In ihren Veröffentlichungen behandelt Marianne Riethmüller Themen aus dem Bereich der Handschriftenkunde und Bibliotheksgeschichte, vor allem Fuldas.

## Veröffentlichungen
- (Red.): Günter Gattermann (Hrsg.) / Heinz Finger: Handschriftencensus Rheinland. Erfassung mittelalterlicher Handschriften im rheinischen Landesteil von Nordrhein-Westfalen mit einem Inventar. Drei Bände (= Schriften der Universitäts- und Landesbibliothek Düsseldorf, Bd. 18). Reichert, Wiesbaden 1993, ISBN 3-88226-597-3.
- To troste miner sele. Aspekte spätmittelalterlicher Frömmigkeit im Spiegel Hamburger Testamente (1310–1400) (= Beiträge zur Geschichte Hamburgs, Bd. 47). Verein für Hamburgische Geschichte, Hamburg 1994, ISBN 3-923356-59-5 (Dissertation Universität Düsseldorf).
- (Mitarb.): Albert Brackmann / Papsturkunden in Deutschland. Reiseberichte zur Germania Pontificia (= Acta Romanorum Pontificum, Bd. 9). Bibliotheca Apostolica Vaticana, Città del Vaticano 2004, ISBN 88-210-0775-8.
- Bibliotheken -Schatzkammern des Buches. In: Bernd Heidenreich (Hrsg.): Hessen. Kultur und Politik, die Bibliotheken (= Schriften zur politischen Landeskunde Hessens, Bd. 7). Kohlhammer, Stuttgart 2005, S. 92–114, ISBN 3-17-018613-2.
- Fachhochschulen und ihre Bibliotheken. In: Ebd., S. 253–264.
- (Bearb., mit Manfred Neuber u. Rudolf Schmitt-Föller): Verzeichnis Düsseldorfer Drucke (1555–1806). Eine Bibliographie (= Schriften der Universitäts- und Landesbibliothek Düsseldorf, Bd. 39). Reichert, Wiesbaden 2005, ISBN 3-89500-436-7.
- (Bearb.): Bei näherer Betrachtung ... Beispiele historischer Einbandkunst aus fünf Jahrhunderten. Eine Ausstellung der Hochschul- und Landesbibliothek Fulda [Katalog zur Ausstellung in der Hochschul- und Landesbibliothek vom 10.06. – 04.09.2009]. Fulda 2009, ISBN 978-3-00-027783-2.
- Von der „Öffentlichen Bibliothek“ zur Hochschul- und Landesbibliothek. In: Wolfgang Hamberger (Hrsg.): Geschichte der Stadt Fulda. Band 1. Parzeller, Fulda 2009, S. 703–711, ISBN 978-3-7900-0397-0.
- Eine Bibliothek im Wandel: Die neue kombinierte Hochschul-, Landes- und Stadtbibliothek Fulda. In: ABI-Technik, Bd. 31 (2011), S. 192–197.
- "... das sieht ja aus wie in einer richtigen Universitätsbibliothek!" Zum Neubau der Hochschul- und Landesbibliothek Fulda. In: ABI-Technik, Bd. 33 (2013), S. 180–195.
- "Nach Durchsicht der 'Fragmente-Kiste' ist von Teilen des Catholicon nichts festzustellen". Die Inkunabelsammlung der Hochschul- und Landesbibliothek Fulda. In: Thomas Heiler (Hrsg.): "Der Weise lese und erweitere sein Wissen". Beiträge zu Geschichte und Theologie. Festgabe für Berthold Jäger zum 65. Geburtstag (= Fuldaer Studien, Bd. 18). Herder, Freiburg/Br. 2013, S. 246–258, ISBN 978-3-451-30694-5.
- "Die größte Seltenheit darin ist gewiss der Bibliothekar ..." Zum Wandel einer kleinen Regionalbibliothek. In: Bibliotheksdienst, Bd. 48 (2014), S. 487–498.
- Think global, act local – Vergangenheit, Gegenwart und Zukunft einer (Fach-)Hochschulbibliothek. In: Zeitschrift für Bibliothekswesen und Bibliographie, Bd. 63 (2016), S. 24–30.
- (Hrsg.): Nadine Hecht / Die Handschriften der Schwank'schen Stiftung der Hochschul- und Landesbibliothek Fulda (= Veröffentlichungen der Hochschul- und Landesbibliothek Fulda, Bd. 1). Fulda 2020.
- (Hrsg.): Fuldaer Dialekt im 19. Jahrhundert. Das Mundartwörterbuch des Freimaurers und Rechtsgelehrten Adam Joseph Schwank (1820–1902) (= Veröffentlichungen der Hochschul- und Landesbibliothek Fulda, Bd. 2). Fulda 2021.